# Mark Farner

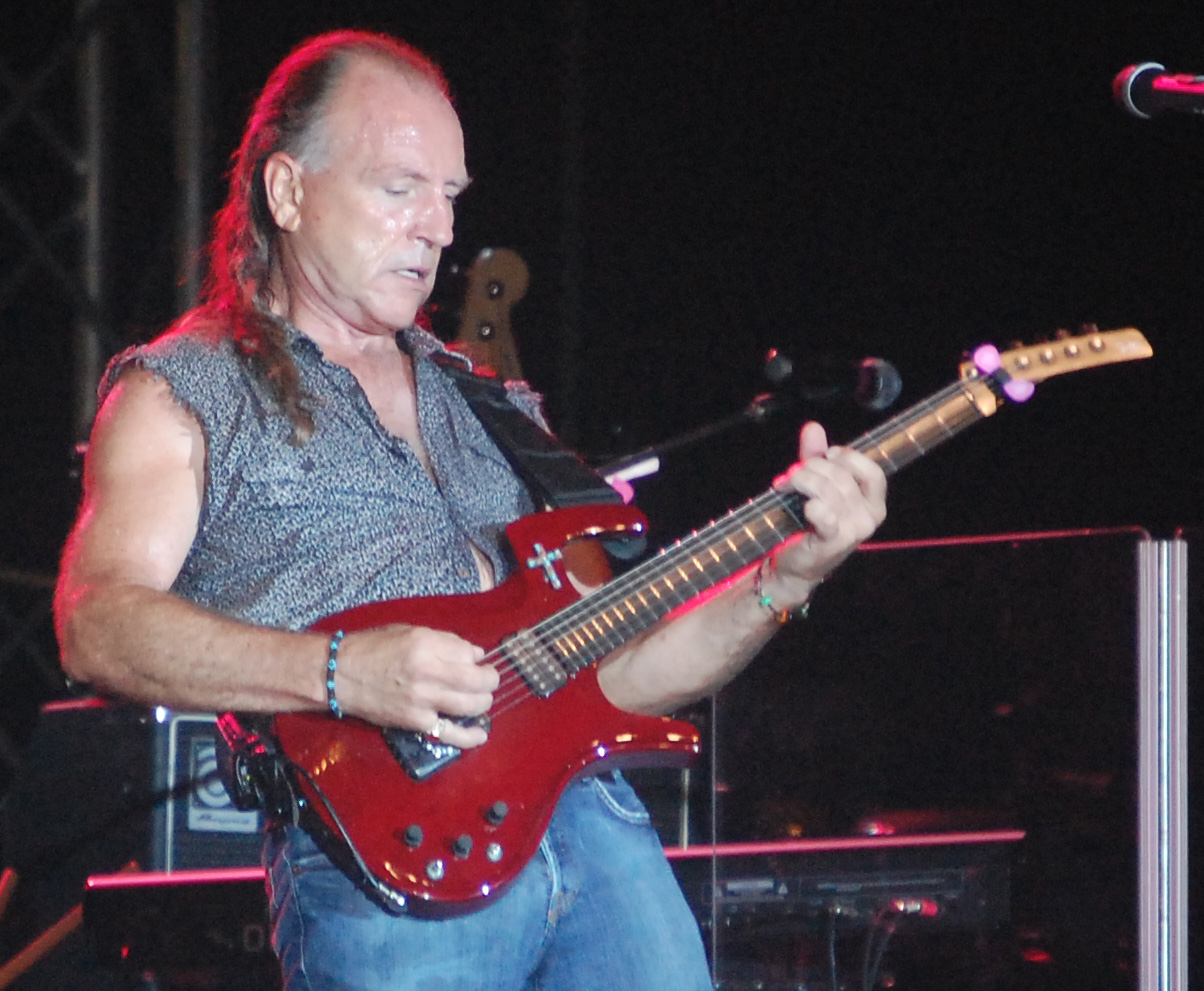
Mark Farner (2009)

Mark Farner (* 29. September 1948 in Flint, Michigan) ist ein US-amerikanischer Sänger, Gitarrist und Songwriter. Bekannt wurde er als Sänger und Leadgitarrist von Grand Funk Railroad. Die Band nahm 17 Alben auf, verkaufte 25 Millionen Platten und ging mehrfach auf Welttournee.

## Leben
Mark Farner spielte während seiner Jugend ein Repertoire damaliger Teenager-Bands bei Highschool-Veranstaltungen, Hochzeiten und lokalen Anlässen. Nachdem er die Schule verlassen hatte, spielte er mit den Bands Terry Knight and the Pack, The Bossmen (mit Dick Wagner), später wieder mit Terry Knight and the Pack und schließlich mit The Pack, ohne Terry, aber mit Don Brewer als Schlagzeuger, der später auch bei Grand Funk Railroad Schlagzeuger war.
1977 ging Grand Funk Railroad vorübergehend auseinander, ein Jahr darauf unterschrieb Mark Farner einen Solovertrag bei Atlantic Records, in dessen Folge er zwei Alben herausbrachte, Mark Farner und No Frills.
Im Jahr 1981 fand sich Grand Funk Railroad wieder zusammen und nahm zwei weitere Alben auf.
Farner veröffentlichte in der Zeit zwischen 1983 und 1994 vier zeitgenössische christliche Alben, nachdem er bereits gegen Ende seiner Grand-Funk-Zeiten zum christlichen Glauben gefunden hatte. Aufgrund dieser Alben wurde er für den Dove-Preis nominiert. Mit der John-Beland-Komposition Isn’t it amazing erreichte er die Nummer 2 in den Charts.
1995 tourte Farner mit Ringo Starrs All Star Band, danach mit der Northwest Allstar Band, bevor er mit dem Bassisten Mel Schacher und Don Brewer erneut Grand Funk ins Leben rief, um eine Benefiztournee für Bosnien zu organisieren. In deren Folge wurde das Album Bosnia bei EMI veröffentlicht. Von 1996 bis 1998 gingen Grand Funk erneut auf Tournee und erzielten eine Platzierung in den Poll Star Top 100 Tours 1998. Die Radiosendung VH1 – Behind the Music spielte seit 1999 wieder häufiger Grand-Funk-Songs. Eine Best-of-Collection, die Grand Funk Anthology wurde 1999 bei Capitol Records veröffentlicht. Danach trat Mark Farner mit der Mark Farner’s N’rG Band auf.